# Levierella subfabroniacea
Levierella subfabroniacea är en bladmossart som beskrevs av Brotherus och Jean Édouard Gabriel Narcisse Paris 1907. Levierella subfabroniacea ingår i släktet Levierella och familjen Fabroniaceae. Inga underarter finns listade i Catalogue of Life.